# Брянський Яків Григорович
Яків Григорович Брянський — (справжнє прізвище Григор'єв) — (*17 жовтня 1790 — †4 березня 1853) — російський актор. Один з останніх представників російського класицизму.
Тарас Шевченко бачив Брянського на сцені в Петербурзі у 1830-их-1840-их рр. Згадував про нього в повісті «Художник», зазначивши, що Карл Брюллов читав вірші краще, ніж Брянський.